# Krystalizace

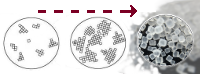
proces krystalizace

Krystalizace či růst krystalů, obecně vytváření pravidelné struktury je druh fázové přeměny, při které dochází k pravidelnému uspořádání částic do krystalové mřížky. Krystalizace je sice spojena s pevnou fází látky, avšak amorfní (tedy nekrystalické) látky mohou být za daných podmínek také pevné. Navíc jsou známy kapalné krystaly, které jsou v krystalické fázi kapalné. (pojmy kapalina a pevná látka jsou tedy vymezeny dynamickou viskozitou 1011 [Pa.s], nad touto hodnotou je látka považována za pevnou).
Snadno krystalizují látky s jednoduchou atomovou strukturou (kovy, jednoduché iontově a kovalentně vázané látky), zatímco polymery a jiné látky s makromolekulárními řetězci (například oxidická a chalkogenní skla s řetězci kovalentně vázaných mnohostěnů) krystalizují naopak velmi obtížně.

## Princip
Krystalizace je založena na zákonech termodynamiky. Konkrétně vychází ze základní termodynamické podmínky fázového přechodu: Soustava změní své uspořádání tehdy, je li tato změna doprovázena poklesem volné energie v systému F. Ta je vázána vztahem:
F = U − T.S,
kde je:
U – vnitřní energie soustavy [J]
T – termodynamická teplota [K]
S – entropie soustavy [J/K]
Další podmínkou růstu krystalů je dostatek času – pokud roztok podchladíme uměle, (okolní teplo snížíme rychlým skokem), struktura „zamrzne“ v původním amorfním tvaru taveniny, popř. dojde jen k částečné nukleaci, stačí se vytvořit krystalizační zárodky a vzniklá struktura bude krystalická jen na malé škále, zatímco na velké bude chaotická. Proces krystalizace se také prakticky řídí způsobem odvodu tepla z taveniny.
Ke krystalizaci dochází prostřednictvím krystalizačních zárodků, což jsou v homogenním roztoku místa s nižší energií, kde se vykrystalizováním několika atomů/molekul tato energie spotřebovala a dala tak vzniknout mezifázovému rozhraní – tento proces se nazývá nukleace. V případě homogenního roztoku jde o homogenní nukleaci, pokud je rozdíl mezi volnou energií kapaliny a pevné fáze dostatečný, následuje proces, kdy se okolní molekuly na tento zárodek začnou „nabalovat“ za současného uvolňování energie a vzniku uspořádané periodické struktury – tento proces se nazývá růst. Další spotřebování energie má za následek podchlazení, které vede ke snížení kritické velikosti zárodku nutné pro dostatečný rozdíl na mezifázovém rozhraní.
V nehomogenních roztocích (pak jde o heterogenní nukleaci) tomuto procesu napomohou krystalizační jádra, která jsou buď atomy jiných prvků, molekulami nebo celými komplexy částic, na které se pak následkem energetické nerovnováhy nabaluje krystalická struktura okolního roztoku.
V roztocích kovových slitin dochází k doprovodnému jevu segregace, při které vznikne nerovnoměrné rozložení vstupních složek – první vznikající krystaly jsou chudší na obsah látky s nižší teplotou tání (toto lze odstranit homogenizačním žíháním, nebo vysokoteplotní difuzí).

## Příklad
Příkladem může být krystalizace vody:
Vodní kapka vydrží v kapalném stavu až do −42 °C, kdy dojde ke spontánní krystalizaci. V reálném oblaku vodní kapky krystalizují při teplotách −15 °C, ve vysokých výškách až −12 °C. Voda krystalizuje hluboko pod bodem mrazu proto, že rozdíl entalpie (vnitřní energie) vody a ledu je příliš malý na to, aby se vytvořil povrch ledového krystalu. Prostřednictvím krystalizačních jader lze teplotu krystalizace zvýšit. V atmosféře se může jednat o prachové částice, které na sebe „nabalí“ zárodečné molekuly vody, nebo samotné ledové krystaly, unášené vzduchovým prouděním mezi vrstvami atmosféry.

## Využití
Krystalizace (růst krystalické struktury – monokrystalu i polykrystalu) je důležitým postupem pro mnoho technologických odvětví. Pěstování monokrystalů se využívá především v polovodičové technice (výroba tranzistorů a integrovaných obvodů) a optice (optická vlákna, polarizační filtry, atd.), zatímco polykrystalické struktury, dělené dle hrubosti zrna (jedná se o významný elektrický a technologický parametr), se používají například na výrobu kovových součástí (elektrické vodiče, lamely turbín, polotovary pro stavební konstrukce, atd.).